# Witlippekari
De witlippekari (Tayassu pecari; Surinaams-Nederlands: pingo) is een hoefdier van de familie Tayassuidae. Deze soort is te vinden van Mexico tot Paraguay.

## Kenmerken
De witlippekari is ongeveer 1 meter lang (kop-romp 95-100 cm; staart 2-5 cm), 50-60 cm hoog aan de schouder en 25-40 kg zwaar. Dit dier is donkerbruin gekleurd en dankt zijn naam aan een witte plek op de hals en de onderkaak. De maximale levensduur van de witlippekari is ongeveer 15 jaar.

## Leefwijze
Deze pekari leeft in grote groepen van soms wel honderd dieren. Het is een alleseter, die zich voedt met onder andere afgevallen vruchten, wortels, gras en ongewervelde dieren.

## Voortplanting
De draagtijd van de witlippekari bedraagt ongeveer 160 dagen, waarna meestal twee jongen worden geboren.

## Verspreiding en leefgebied
Regenwoud vormt het voornaamste leefgebied van de witlippekari.
Halsbandpekari (Dicotyles tajacu) · 
Chacopekari (Parachoerus wagneri) · Witlippekari (Tayassu pecari)